# MR-UR-100 소트카
MR-UR-100 소트카는 소련의 MIRV 대륙간 탄도 미사일로 UR-100 시리즈 중의 하나다. NATO 코드명은 SS-17 스팽커다.

## 개발
MR-UR-100은 소련 최초의 MIRV ICBM이다.
MR-UR-100은 소련의 OKB-586가 개발했다. 기존의 UR-100 단탄두 대륙간 탄도 미사일이 MIRV 다탄두 대륙간 탄도 미사일로 개조된 것이다. 기존의 사일로를 사용하지만 MR-UR-100은 콜드 런치 시스템을 필요로 하기 때문에 사일로가 약간 개조되었다. 미사일 발사관 길이는 21.6 m, 직경 2.5 m이다. 미사일은 발사관 보다 크기가 약간 작다.
1970년 8월 19일 "UR-100 현대화" 계획이 승인되었다.(문서 №682-218) 개발기관은 OKB-586와 TsKBM (UR-100 개발사)으로 선정되었다.
시험발사는 1971년에서 1974년까지 이루어졌으며, 1978년부터 실전배치되었다. 더욱 향상된 MR-UR-100UTTh 버전의 개발은 1979년에 시작되었으며, 시험발사는 1977년부터 1979년까지 이루어졌다. 1983년에는 새 버전으로 모두 교체되었고 소련은 270발을 보유했다.

## 버전
SS-17 Mod-1길이 22.5 m, 직경 2.25 m, 무게 71.1톤, 사거리 10300 km, 탄두중량 2.55톤, 350 kt MIRV 열핵탄두 4발, 실전배치 1975년 12월 30일
SS-17 Mod-2길이 22.5 m, 직경 2.25 m, 무게 71.1톤, 사거리 10300 km, 탄두중량 2.55톤, 6 Mt 열핵탄두 1발, 실전배치 1975년 12월 30일
SS-17 Mod-3길이 24 m, 직경 2.25 m, 무게 72톤, 사거리 11000 km, 탄두중량 2.55톤, 550 kt MIRV 열핵탄두 4발, 실전배치 1980년 12월 17일

## 북한
3단 액체연료 대포동 2호가 2단 액체연료 SS-17 보다 무겁다. 2단 액체연료 화성-15형이 SS-17과 비슷하다.

## 같이 보기
- RT-2PM2 토폴-M
- 로콧
- UR-100
- UR-100N